# Nikita Igorewitsch Kutscherow
Nikita Igorewitsch Kutscherow (russisch Никита Игоревич Кучеров; englische Transkription: Nikita Igorevich Kucherov; * 17. Juni 1993 in Maikop) ist ein russischer Eishockeyspieler, der seit 2013 bei den Tampa Bay Lightning in der National Hockey League unter Vertrag steht. Der rechte Flügelstürmer gilt als einer der besten Angreifer der Liga und erhielt 2019, 2024 und 2025 die Art Ross Trophy als Topscorer sowie 2019 auch die Hart Memorial Trophy und den Ted Lindsay Award als wertvollster Spieler der NHL. Letzteren gewann er auch 2025. In den Playoffs 2020 gewann er mit den Lightning den Stanley Cup und wurde dabei Topscorer der post-season, bevor er beide Erfolge mit dem Team im Folgejahr wiederholen konnte.

## Karriere
Nikita Kutscherow begann seine Karriere als Eishockeyspieler in der Nachwuchsabteilung des HK ZSKA Moskau, für dessen Juniorenmannschaft Krasnaja Armija Moskau er erstmals in der Saison 2009/10 in der neu gegründeten multinationalen Nachwuchsliga Molodjoschnaja Chokkeinaja Liga auflief. Anschließend wurde er im KHL Junior Draft 2010 in der dritten Runde als insgesamt 60. Spieler von seinem eigenen Verein ZSKA Moskau ausgewählt, da dieser nicht zu den Spielern gehörte, die der Verein selbst vom Draft ausschließen konnte, dieser jedoch den Spieler behalten wollte. In der Saison 2010/11 gab der Flügelspieler sein Debüt für die Profimannschaft des HK ZSKA Moskau in der Kontinentalen Hockey-Liga, in der er in neun Spielen zwei Torvorlagen gab. Mit dem Juniorenteam Krasnaja Armija gewann er parallel den Charlamow-Pokal, den Meistertitel der MHL, an deren All-Star Game er zudem teilnehmen durfte. Zudem wurde er im NHL Entry Draft 2011 in der zweiten Runde als insgesamt 58. Spieler von den Tampa Bay Lightning ausgewählt. Im Juli 2012 wurde sein laufender Vertrag durch den ZSKA aufgelöst und Kutscherow wechselte nach Nordamerika zu den Remparts de Québec aus der Ligue de hockey junior majeur du Québec.
Am 25. November 2013 gab Kutscherow sein Debüt in der NHL und kam direkt mit dem ersten Schuss zu seinem  ersten NHL-Tor. In der Saison 2014/15 gewann er gemeinsam mit Max Pacioretty von den Canadiens de Montréal den jedoch nicht offiziell vergebenen NHL Plus/Minus Award. Im Oktober 2016 unterzeichnete Kutscherow einen neuen Dreijahresvertrag in Tampa, der ihm ein durchschnittliches Jahresgehalt von ca. 4,7 Millionen US-Dollar einbrachte. In der anschließenden Spielzeit 2016/17 erreichte der Angreifer mit 40 Toren und 45 Vorlagen seine mit Abstand beste persönliche Statistik und platzierte sich unter den besten fünf Scorern der Liga. Wenig später wurde er infolgedessen ins NHL Second All-Star Team gewählt. Diese Leistungen steigerte er in der Saison 2017/18 noch einmal, indem er erstmals die Marke von 100 Punkten erreichte und dabei Rang drei der Scorerliste belegte. Demzufolge wählte man ihn am Ende der Spielzeit ins NHL First All-Star Team. Anschließend unterzeichnete der Russe im Juli 2018 einen neuen Achtjahresvertrag in Tampa, der ihm mit Beginn der Saison 2019/20 ein durchschnittliches Jahresgehalt von 9,5 Millionen US-Dollar einbringen soll.
Seinen Aufstieg setzte Kutscherow in der Spielzeit 2018/19 weiter fort, so verzeichnete er 128 Punkte, führte damit die gesamte NHL an und erhielt infolgedessen die Art Ross Trophy. Dies stellte die beste persönliche Statistik seit über 20 Jahren dar, als Mario Lemieux 161 Punkte in der Spielzeit 1995/96 erzielt hatte, während er auch den Bestwert seiner russischen Landsleute verbesserte, den zuvor Alexander Mogilny aufgestellt hatte (127 Punkte; Saison 1992/93). Unterdessen bedeuteten auch seine 87 Torvorlagen einen Höchstwert unter Flügelstürmern, wobei er mit Jaromír Jágr (Saison 1995/96) gleichzog. Außerdem stellte er in beiden Statistiken neue Franchise-Rekorde der Lightning auf. Am Ende der Spielzeit wurde er für diese Leistungen mit der Hart Memorial Trophy und dem Ted Lindsay Award als wertvollster Spieler der NHL geehrt. Darüber hinaus fand er im NHL First All-Star Team Berücksichtigung, während er in seiner Heimat die Charlamow Trofi erhielt.
Am Ende der verkürzten Saison 2019/20 gewann Kutscherow mit den Lightning in den Playoffs 2020 den Stanley Cup, wobei er mit 34 Punkten und Topscorer dieser post-season maßgeblichen Anteil hatte. Die Conn Smythe Trophy als MVP gewann dennoch sein Teamkollege Victor Hedman. Aufgrund seiner 85 Punkte in 68 Spielen der regulären Saison wurde er derweil abermals im NHL Second All-Star Team berücksichtigt.
Im Dezember 2020 wurde bekannt, dass Kutscherow sich aufgrund einer Hüftverletzung einer Operation unterziehen muss und voraussichtlich die gesamte reguläre Saison der Spielzeit 2020/21 ausfallen wird. Dies bewahrheitete sich, bevor er die Erfolge des Vorjahres mit den Lightning in den Playoffs 2021 wiederholen konnte. Seine 32 Punkte als Topscorer reichten jedoch erneut nicht für die MVP-Ehrung, so ging die Conn Smythe Trophy an seinen Landsmann Andrei Wassilewski.
In den Playoffs 2022 wurde er zum vierten Spieler der Ligageschichte, der in drei Jahren in Folge mehr als 25 Scorerpunkte in der post-season verzeichnete – nach Bryan Trottier, Mike Bossy und Wayne Gretzky. Seine 93 Punkte in diesem Zeitraum wurden derweil nur von Gretzky (5×) und Mario Lemieux übertroffen. Der dritte Titel in Folge gelang den Lightning jedoch nicht, da das Team im Endspiel der Colorado Avalanche mit 2:4 unterlag.
Weitere persönliche Bestmarken folgten für den Russen in der Saison 2023/24, die er mit 144 Punkten und somit einem neuen Karriere-Bestwert beendete. Er gewann damit als Topscorer der Liga seine zweite Art Ross Trophy nach 2018, während er zudem (gemeinsam mit Connor McDavid) mit 100 Vorlagen zum besten Vorbereiter dieser Saison wurde. Beide wurden zum vierten und fünften Spieler der NHL-Historie (nach Gretzky, Lemieux und Bobby Orr), die eine dreistellige Anzahl an Assists in einer Spielzeit verzeichneten.
In der Spielzeit 2024/25 verteidigte er den Titel als bester Scorer mit 121 Punkten und gewann die Art Ross Trophy somit ein drittes Mal. Wenig später erhielt er zum zweiten Mal den Ted Lindsay Award.

### International
Für Russland nahm Kutscherow an der U18-Junioren-Weltmeisterschaft 2011 teil, bei der er mit seiner Mannschaft die Bronzemedaille gewann. Mit elf Toren und zehn Vorlagen in sieben Spielen war er Topscorer und bester Torschütze des Turniers und wurde zudem zu dessen besten Stürmer gewählt.
Im Senioren-Bereich debütierte er beim World Cup of Hockey 2016 und belegte dort mit der Mannschaft den vierten Platz.

## Erfolge und Auszeichnungen
| - 2011 Teilnahme am MHL All-Star-Game - 2011 Charlamow-Pokal-Gewinn mit Krasnaja Armija Moskau - 2015 NHL Plus/Minus Award (gemeinsam mit Max Pacioretty, nicht offiziell vergeben) - 2017 Teilnahme am NHL All-Star Game - 2017 NHL-Spieler des Monats März - 2017 NHL Second All-Star Team - 2018 Teilnahme am NHL All-Star Game - 2018 NHL First All-Star Team - 2018 NHL-Spieler des Monats Dezember - 2019 Teilnahme am NHL All-Star Game - 2019 NHL-Spieler des Monats Februar - 2019 Art Ross Trophy - 2019 Hart Memorial Trophy - 2019 Ted Lindsay Award | - 2019 NHL First All-Star Team - 2019 Charlamow Trofi - 2020 Stanley-Cup-Gewinn mit den Tampa Bay Lightning - 2020 Topscorer der NHL-Playoffs - 2020 NHL Second All-Star Team - 2021 Stanley-Cup-Gewinn mit den Tampa Bay Lightning - 2021 Topscorer der NHL-Playoffs - 2023 Teilnahme am NHL All-Star Game - 2023 NHL-Spieler des Monats November - 2024 Teilnahme am NHL All-Star Game - 2024 Art Ross Trophy - 2024 NHL First All-Star Team - 2025 Art Ross Trophy - 2025 Ted Lindsay Award - 2025 NHL First All-Star Team |

### International
| - 2011 Bronzemedaille bei der U18-Junioren-Weltmeisterschaft - 2011 Bester Stürmer der U18-Junioren-Weltmeisterschaft - 2011 Topscorer der U18-Junioren-Weltmeisterschaft - 2011 Bester Torschütze der U18-Junioren-Weltmeisterschaft - 2012 Silbermedaille bei der U20-Junioren-Weltmeisterschaft - 2013 Bronzemedaille bei der U20-Junioren-Weltmeisterschaft | - 2017 Bronzemedaille bei der Weltmeisterschaft - 2017 Bester Torschütze der Weltmeisterschaft (gemeinsam mit Nikita Gussew und William Nylander) - 2019 Bronzemedaille bei der Weltmeisterschaft - 2019 Bester Stürmer der Weltmeisterschaft - 2019 All-Star-Team der Weltmeisterschaft |

## Karrierestatistik
Stand: Ende der Saison 2024/25

### International
Vertrat Russland bei:
| - Ivan Hlinka Memorial Tournament 2010 - U18-Junioren-Weltmeisterschaft 2011 - U20-Junioren-Weltmeisterschaft 2012 - U20-Junioren-Weltmeisterschaft 2013 | - World Cup of Hockey 2016 - Weltmeisterschaft 2017 - Weltmeisterschaft 2019 |

(Legende zur Spielerstatistik: Sp oder GP = absolvierte Spiele; T oder G = erzielte Tore; V oder A = erzielte Assists; Pkt oder Pts = erzielte Scorerpunkte; SM oder PIM = erhaltene Strafminuten; +/− = Plus/Minus-Bilanz; PP = erzielte Überzahltore; SH = erzielte Unterzahltore; GW = erzielte Siegtore; 1 Play-downs/Relegation; Kursiv: Statistik nicht vollständig)